# Сімон Ганкін
Сімон Ганкін (англ. Simone Hankin, 28 лютого 1973) — австралійська ватерполістка.
Олімпійська чемпіонка 2000 року.